# Enrique Giacobino
Enrique Giacobino (n. Enrico Giacobino, Italia, ¿? - La Plata, 24 de agosto de 1953) fue un actor italiano que hizo su carrera en Argentina.

## Carrera
Giacobino fue un brillante actor de reparto que, si bien nació en Italia, desde muy chico residió en Argentina donde se destacó en la pantalla grande y el teatro. Trabajo con lujosos actores de la talla de Zully Moreno, Ricardo Trigo, Lydia Quintana, Mario Danesi, Mario Pocoví, Eduardo Cuitiño, Adolfo Linvel, Carlos Thompson, Guillermo Battaglia, Nelly Meden entre otros.
Fue un actor y director porteño con cuatro décadas de trabajo en escena. En teatro trabajó como actor y director de cómicos sainetes. Formó una compañía teatral con Pepita Muñoz y funda el "Conjunto Argentino de Saínetes, Dramas y Comedias Giacobino-Fernández" y la "Compañía Nacional de Comedias y Sainetes Giacobino-Bastardi". También actuó junto a Paquita Garzón y Rufino Córdoba.

## Fallecimiento
El actor Enrique Giacobino falleció en la mañana del lunes 24 de agosto de 1953 luego de una larga enfermedad. Sus restos descansan en el Panteón de SADAIC de la Asociación Argentina de Actores del Cementerio de la Chacarita.

## Filmografía
- 1942: El comisario de Tranco Largo
- 1949: Yo no elegí mi vida
- 1951: La indeseable
- 1952: La encrucijada[3]

## Teatro
- El divorcio de Chichilo
- El sostén de la familia
- La virgencita de madera
- Pata de Palo
- El hotel de los enamorados (1927)
- Don Chicho (1933)
- La cantina está que arde (1933)
- Política criolla (1933)
- En un burro tres baturros (1948), de Alberto Novión
- La locura de Don Juan (1948), de Carlos Arniches
- ¡Las Cosas que hay que Aguantar… Para Poderse Casar! (1949) Teatro Variedades con Pepita Muñoz, Vicente Formi, Carmen Llambí, Alberto Soler, Fernando Chicharro, Rodolfo López Ervilha, Sarita De María y Melita Montes de Oca.